# Makkabeusok harmadik könyve
A Makkabeusok harmadik könyve ószövetségi apokrif irat, amely IV. Ptolemaiosz egyiptomi királyról mondja el görög nyelven, miképp lett a zsidók ellenségéből a zsidók barátjává.

### Keletkezési ideje, eredeti nyelve
A könyv görögül íródott, majd ólatin fordítás is készült róla. Keletkezési ideje nem ismert, egyesek szerint kapcsolatba hozható a Kr. e. 25–24-ben a rómaiak irányában megfogalmazott egyiptomi zsidó követelésekkel, visszavetítve a Makkabeusok korára az igényeket. A szerző eszerint egyiptomi zsidó lenne, aki jól archaizál és talán ismerte Ariszteasz levelét. Mások a keletkezési időt a Caligula római császár alatti üldözések idejére (Kr. u. 40 körül) teszik.
A könyv történeti dokumentumértéke nem magas. A mű néhol hasonlóságot mutat Eszter könyvével (8,3-14). Nem volt hatással a kánoni művekre, de Antiochiai Theodorétosz (393–458) használta Dániel-kommentárjában, Chyrrus szír püspök pedig levelében olvasásra ajánla a szír egyháznak.

### Tartalma
A mű történelmi alappal rendelkezik: az 1,1-5 részben említett Raphia melletti csata valóban megtörtént. IV. Ptolemaiosz egyiptomi király győzelmet arat III. Antiokhosz szeleukida uralkodó fölött, miután Ptolemaiosz – a nép imáinak ellenére – be akar lépni a zsidók szentélyébe. Simon főpap csodáért imádkozik, Isten pedig válaszul megbénítja az egyiptomi királyt. A király ezért el akarja pusztítani Egyiptom zsidóságát, de elfogy az íróeszköz. Ezért inkább 500 elefántot kér a zsidóktól a következő napra, azonban a zsidók imáira 2 angyal jelenik a király előtt, aki döbbenten áll a csoda előtt, és teljes polgárjogot ad a zsidóknak.

## Magyar nyelven
- A Károlyi-biblia 1981-es hasonmás kiadásában: Károlyi Gáspár: Szent Biblia I.–II., (szerk. Katona Tamás) Magyar Helikon, Budapest, 1981, ISBN 963-207-545-5
- A Makkabeusok harmadik könyve - fordítás a Septuaginta alapján